# Peter Rock
Peter Mociulski von Remenyik (Viena, 4 de septiembre de 1945-Viña del Mar, 16 de abril de 2016), más conocido como Peter Rock, fue un cantante austro-chileno,  apodado y conocido en Chile como el faraón del rock. Es tío de Alain Johannes, guitarrista de rock internacional.

## Primeros años
Hijo de padres austriacos, llegó con su familia a Santiago de Chile en 1955. Abandonó sus estudios secundarios en el Liceo José Victorino Lastarria para entregarse a la música.

## Trayectoria
Fue su padrastro quien le sugirió su nombre artístico. Participó en programas radiales y presentaciones en vivo. Creador del grupo Los Lyons, su carrera como "el Elvis chileno" empezó en 1959, con el disco A Date with Elvis. Su primer éxito en Chile fue con la versión de «Such a Night», gran éxito de Elvis Presley. Le siguieron otros cover como «Nena, no me importa», «Algo pasó en mi corazón», «La dee dah», y «Ojalá». Su éxito en español recién lo obtuvo en 1963 con la balada «Entre la arena y el mar» (de Jorge Pedreros, compañero suyo en Los Lyons). A este gran éxito le siguió «Recuerdos de juventud». En 1965 viajó en gira a Europa, recorriendo con sus presentaciones todo el continente. Regresa a Chile en 1979, participando en el programa televisivo Jappening con ja. Durante la década de 1980, participó en diversos programas televisivos, y además en el Festival de la Canción de Viña del Mar de 1990.
Lanzó a fines de 2004 un álbum de covers de rock and roll clásico llamado Rock'n'roll is Alive. En 2005 participó en el programa Rojo Vip en TVN.
El 12 de marzo de 2008, y debido a problemas lumbares provocados por una bacteria, se le implantó entre la tercera y cuarta vértebra un implante de titanio.
El 24 de mayo de 2010, protagonizó un accidente de tránsito cuando se dirigía a Reñaca, donde perdió el control del vehículo, chocando con una palmera. Fue trasladado al Hospital Gustavo Fricke.
A comienzos de 2014 filmó la película Blood Sugar Baby, debutando en la actuación con el papel de Don Fabiano. Si bien aún no se ha estrenado en salas comerciales, tuvo una exhibición en octubre del mismo año en el marco del Festival de Cine de Santiago (SANFIC). Asistió a esta muestra, dejando a la vista su deteriorado estado de salud a causa de una enfermedad que en un principio se creyó era polineuropatía. Más tarde, obtuvo el diagnóstico definitivo de esclerosis lateral amiotrófica (ELA). 
También en mayo de 2014 apareció en la película Un concierto inolvidable, del director Elías Llanos. En ella compartió pantalla con otros cantantes de la nueva ola, como Cecilia, Danny Chilean, Luis Dimas, Buddy Richard y Luz Eliana. De manera póstuma, aparece en el documental Unfinished Plan: The Path of Alain Johannes (2016), del director Rodolfo Gárate.
Falleció el 16 de abril de 2016 en Viña del Mar.

## Televisión

### Participación enMi nombre es... VIP
El 12 de julio de 2012, audicionó en la tercera temporada del programa Mi nombre es..., donde participó imitando a Louis Armstrong, quedando seleccionado para la semifinal.
| Etapa         | Fecha de emisión        | Presentación             | Resultado   |
| ------------- | ----------------------- | ------------------------ | ----------- |
| Audición      | 12 de julio de 2012     | «What a Wonderful World» | Clasificado |
| Final del día | 12 de julio de 2012     | «Hello, Dolly!»          | Clasificado |
| Semifinal     | 6 de septiembre de 2012 | «Cabaret»                | Clasificado |